# Línea M-113 (Campo de Gibraltar)
La Línea M-113 era una ruta de transporte público en autobús del Consorcio de Transporte Metropolitano del Campo de Gibraltar. Circulaba entre la ciudad de Algeciras y los polígonos industriales, comerciales y empresariales de Palmones.
El 1 de diciembre de 2009 se pusieron en funcionamiento los autobuses directos M-120 Algeciras-La Línea, quedando suspendidos los servicios M-113.